# Danh sách cầu thủ tham dự giải vô địch bóng đá U-18 châu Âu 1982
Các cầu thủ in đậm từng thi đấu cho đội tuyển quốc gia.

## Bảng A

### Áo
Huấn luyện viên:

### Tây Đức
Huấn luyện viên:

### Cộng hòa Ireland
Huấn luyện viên:

### Liên Xô
Huấn luyện viên:

## Bảng B

### Bỉ
Huấn luyện viên:

### Bulgaria
Huấn luyện viên:

### Ba Lan
Huấn luyện viên:  Henryk Apostel

| Số | VT | Cầu thủ               | Ngày sinh (tuổi)            | Trận | Bàn | Câu lạc bộ                    |
| -- | -- | --------------------- | --------------------------- | ---- | --- | ----------------------------- |
|    | TM | Józef Wandzik         | 13 tháng 8, 1963 (18 tuổi)  |      |     | Ruch Chorzów                  |
|    | TM | Mirosław Dygas        | 14 tháng 6, 1964 (17 tuổi)  |      |     | Pogoń Szczecin                |
|    | HV | Marek Piotrowicz      | 20 tháng 11, 1963 (18 tuổi) |      |     | Górnik Zabrze                 |
|    | HV | Dariusz Waśniewski    | 16 tháng 12, 1964 (17 tuổi) |      |     | Nogat Malbork                 |
|    | HV | Mirosław Kuniczuk     | 10 tháng 10, 1963 (18 tuổi) |      |     | Gryf Słupsk                   |
|    | HV | Mirosław Modrzejewski | 7 tháng 1, 1964 (18 tuổi)   |      |     | Zawisza Bydgoszcz             |
|    | HV | Rafał Stroiński       | 17 tháng 6, 1964 (17 tuổi)  |      |     | Lech Poznań                   |
|    | HV | Andrzej Marchel       | 16 tháng 3, 1964 (18 tuổi)  |      |     | Lechia Gdańsk                 |
|    | TV | Joachim Klemenz       | 16 tháng 2, 1964 (18 tuổi)  |      |     | Górnik Zabrze                 |
|    | TV | Roman Gruszecki       | 27 tháng 7, 1964 (17 tuổi)  |      |     | Stal Mielec                   |
|    | TV | Wiesław Wraga         | 14 tháng 8, 1963 (18 tuổi)  |      |     | Błękitni Stargard Szczeciński |
|    | TV | Jakub Nowak           | 20 tháng 9, 1963 (18 tuổi)  |      |     | Zagłębie Sosnowiec            |
|    | TV | Witold Wenclewski     | 14 tháng 4, 1964 (18 tuổi)  |      |     | ŁKS Łódź                      |
|    | TĐ | Janusz Dobrowolski    | 19 tháng 8, 1963 (18 tuổi)  |      |     | Stal Mielec                   |
|    | TĐ | Mirosław Myśliński    | 6 tháng 12, 1963 (18 tuổi)  |      |     | Siarka Tarnobrzeg             |
|    | TĐ | Mariusz Modracki      | 3 tháng 10, 1963 (18 tuổi)  |      |     | Zawisza Bydgoszcz             |

### Tây Ban Nha
Huấn luyện viên:

## Bảng C

### Tiệp Khắc
Huấn luyện viên:

### Phần Lan
Huấn luyện viên:

### Bồ Đào Nha
Huấn luyện viên: José Augusto

| Số | VT | Cầu thủ             | Ngày sinh (tuổi)            | Trận | Bàn | Câu lạc bộ         |
| -- | -- | ------------------- | --------------------------- | ---- | --- | ------------------ |
|    | TM | Diamantino Ferreira | 19 tháng 12, 1963 (18 tuổi) |      |     | Sanjoanense        |
|    | TM | Guimarães           | 8 tháng 12, 1963 (18 tuổi)  |      |     | Torralta           |
|    | HV | Pedro Venâncio      | 21 tháng 11, 1963 (18 tuổi) |      |     | Sporting           |
|    | HV | Mário Paz           | 15 tháng 12, 1963 (18 tuổi) |      |     | Belenenses         |
|    | HV | Faustino            | 16 tháng 11, 1963 (18 tuổi) |      |     | Vitória de Setúbal |
|    | HV | Décio               | 30 tháng 1, 1965 (17 tuổi)  |      |     | Torralta           |
|    | HV | Carlos Brito        | 21 tháng 9, 1963 (18 tuổi)  |      |     | Boavista           |
|    | HV | Paulo Nunes         | 20 tháng 3, 1964 (18 tuổi)  |      |     | Portimonense       |
|    | TV | António Vieira      | 13 tháng 12, 1963 (18 tuổi) |      |     | Bồ Đào Nha         |
|    | TV | António Morato      | 6 tháng 11, 1966 (15 tuổi)  |      |     | Sporting           |
|    | TV | José Madureira      | 28 tháng 11, 1963 (18 tuổi) |      |     | FC Porto           |
|    | TĐ | Paulo Futre         | 28 tháng 2, 1966 (16 tuổi)  |      |     | Sporting           |
|    | TĐ | Jaime Mercês        | 27 tháng 9, 1963 (18 tuổi)  |      |     | Amora              |
|    | TĐ | Jorge Silva         | 3 tháng 3, 1964 (18 tuổi)   |      |     | Belenenses         |
|    | TĐ | Alfredo Barrocal    | 7 tháng 11, 1964 (17 tuổi)  |      |     | Torralta           |
|    | TĐ | Carlos Ferreira     | 16 tháng 11, 1963 (18 tuổi) |      |     | Benfica            |

### Hungary
Huấn luyện viên:

## Bảng D

### Albania
Huấn luyện viên:  Bahri Ishka
The following players participated in the tournament.

| Số | VT | Cầu thủ            | Ngày sinh (tuổi)            | Trận | Bàn | Câu lạc bộ       |
| -- | -- | ------------------ | --------------------------- | ---- | --- | ---------------- |
|    | TM | Halim Mersini      | 22 tháng 9, 1961 (20 tuổi)  | 3    | 0   | Shkëndija Tiranë |
|    |    |                    |                             |      |     |                  |
|    | HV | Hysen Zmijani      | 29 tháng 4, 1963 (19 tuổi)  | 3    | 0   | Vllaznia Shkodër |
|    | HV | Adnan Oçelli       | 6 tháng 8, 1963 (18 tuổi)   | 3    | 0   | Partizani Tirana |
|    | HV | Skënder Gega       | 14 tháng 11, 1963 (18 tuổi) | 2    | 0   | Partizani Tirana |
|    | HV | Josif Gjergji      | 13 tháng 4, 1965 (17 tuổi)  | 1    | 0   | Dinamo Tirana    |
|    | HV | Koshta             |                             | 1    | 0   |                  |
|    |    |                    |                             |      |     |                  |
|    | TV | Sulejman Demollari | 15 tháng 5, 1964 (18 tuổi)  | 3    | 0   | Dinamo Tirana    |
|    | TV | Mirel Josa         | 1 tháng 6, 1963 (18 tuổi)   | 3    | 1   | Tirana           |
|    | TV | Artur Lekbello     | 23 tháng 2, 1966 (16 tuổi)  | 3    | 0   | Tirana           |
|    | TV | Eduard Zhupa       | 4 tháng 8, 1964 (17 tuổi)   | 3    | 0   | Shkëndija Tiranë |
|    | TV | Isak Pashaj        | 25 tháng 3, 1964 (18 tuổi)  | 2    | 0   | Vllaznia Shkodër |
|    |    |                    |                             |      |     |                  |
|    | TĐ | Sokol Kushta       | 17 tháng 4, 1964 (18 tuổi)  | 3    | 1   | Flamurtari Vlorë |
|    | TĐ | Gilbert Rrapo      |                             | 3    | 0   | Skënderbeu Korçë |
|    | TĐ | Safedin Raxhimi    |                             | 2    | 0   | Dinamo Tirana    |
|    | TĐ | Barci              |                             | 1    | 0   |                  |

### Hà Lan
Huấn luyện viên:

### Scotland
Huấn luyện viên:

### Thổ Nhĩ Kỳ
Huấn luyện viên: